# Highbridge Capital Management
Highbridge Capital Management, LLC es una firma de gestión de inversiones alternativas de múltiples estrategias fundada por Glenn Dubin y Henry Swieca en 1992. En 2004, fue comprada por JPMorgan Chase; a partir de 2019, tenía alrededor de 3,9 mil millones de dólares en activos bajo administración, de 150 mil millones de dólares en la división de alternativas globales de JPMorgan.

## Historia
La firma fue fundada en 1992 por los amigos de la infancia Glenn Dubin y Henry Swieca. La compañía comenzó con un capital de $ 35 millones y lleva el nombre del acueducto del siglo XIX que conecta Washington Heights y el Bronx. En 2004, J.P. Morgan Asset Management compró el 55% de la propiedad de la empresa, y luego sustancialmente todas las acciones restantes en 2009.
La empresa tiene oficinas en Nueva York y Londres. La firma opera como subsidiaria de J.P. Morgan Asset Management.
En octubre de 2015, se informó que JPMorgan Chase se estaba acercando a un acuerdo para vender el negocio de capital privado de la empresa.
En 2019 la empresa fue reestructurada y fueron despedidas 52 personas.[cita requerida]

### Inversiones
En 2006, Highbridge invirtió como empresa conjunta en Louis Dreyfus Company para aumentar su acceso y control del suministro de energía en los mercados comerciales. La empresa conjunta se llamó Louis Dreyfus Highbridge Energy LLC (LDH Energy). En octubre de 2012, Highbridge se anunció que Glenn Dubin, Paul Tudor Jones y Timothy Barakett estaban entre un grupo de inversores que compraban la operación comercial de energía Louis Dreyfus Highbridge Energy ("LDH Energy") de Louis Dreyfus y Highbridge. La razón por la que Louis Dreyfus vendió LDH Energy fue que buscaba reunir capital para expandir su negocio de comercio agrícola. La nueva empresa se denominó Castleton Commodities International, LLC donde Dubin a partir de 2012 es el accionista principal.
Siguiendo el Highbridge / J.P. La sociedad Morgan, Highbridge anunció en octubre de 2010 la compra de una participación mayoritaria en Gávea Investimentos, una empresa líder en gestión de activos alternativos en Brasil. Gávea fue cofundada en 2003 por el presidente y director de inversiones Arminio Fraga, expresidente del Banco Central de Brasil.